# Băgaciu, Cluj

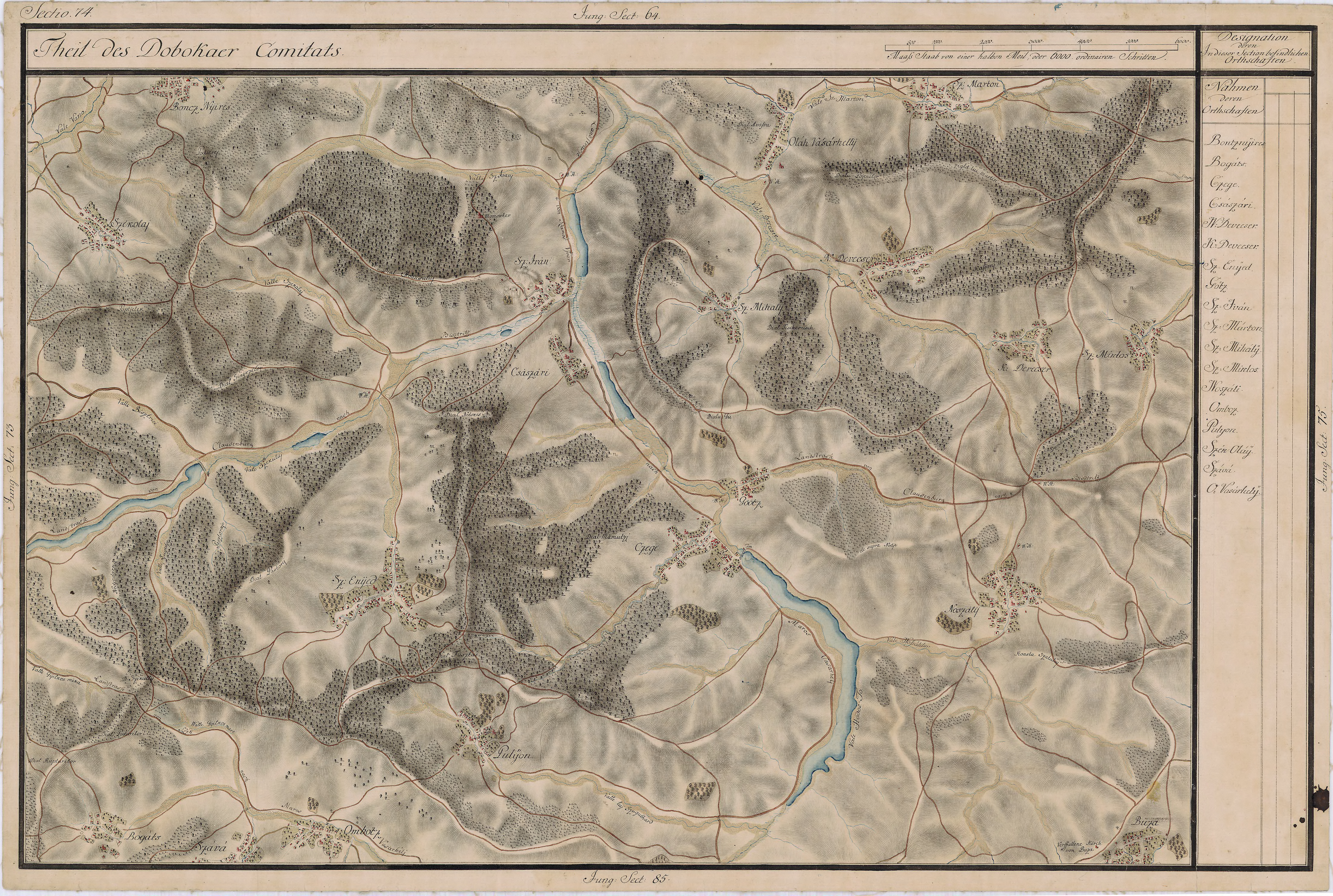
Băgaciu în Harta Iosefină a Transilvaniei, 1769-73

Băgaciu (în maghiară Kisbogács) este un sat în comuna Pălatca din județul Cluj, Transilvania, România.

## Lăcașuri de cult
- Biserica din lemn "Sf. Arhangheli Mihail și Gavriil“, din anul 1700.

## Galerie de imagini

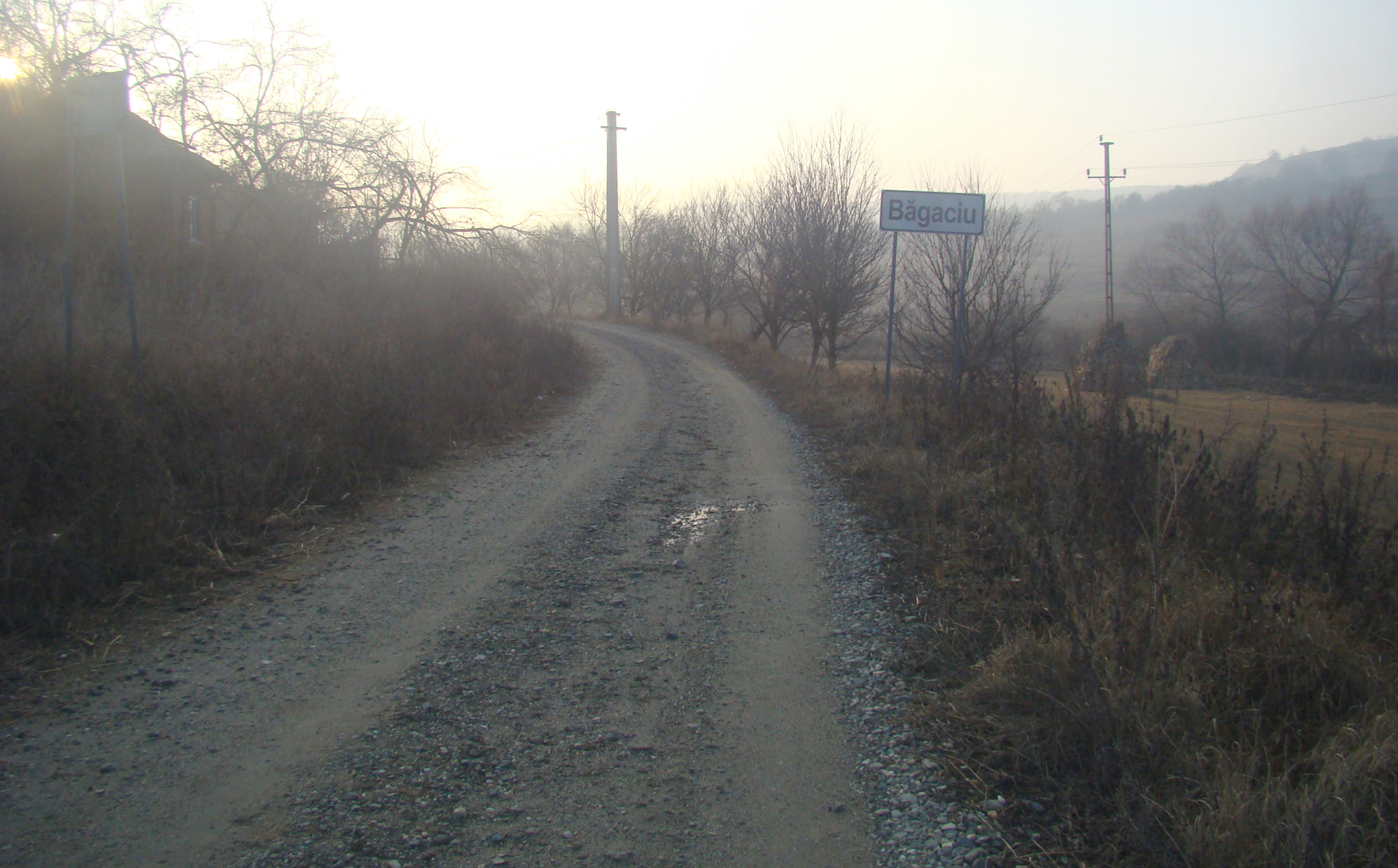
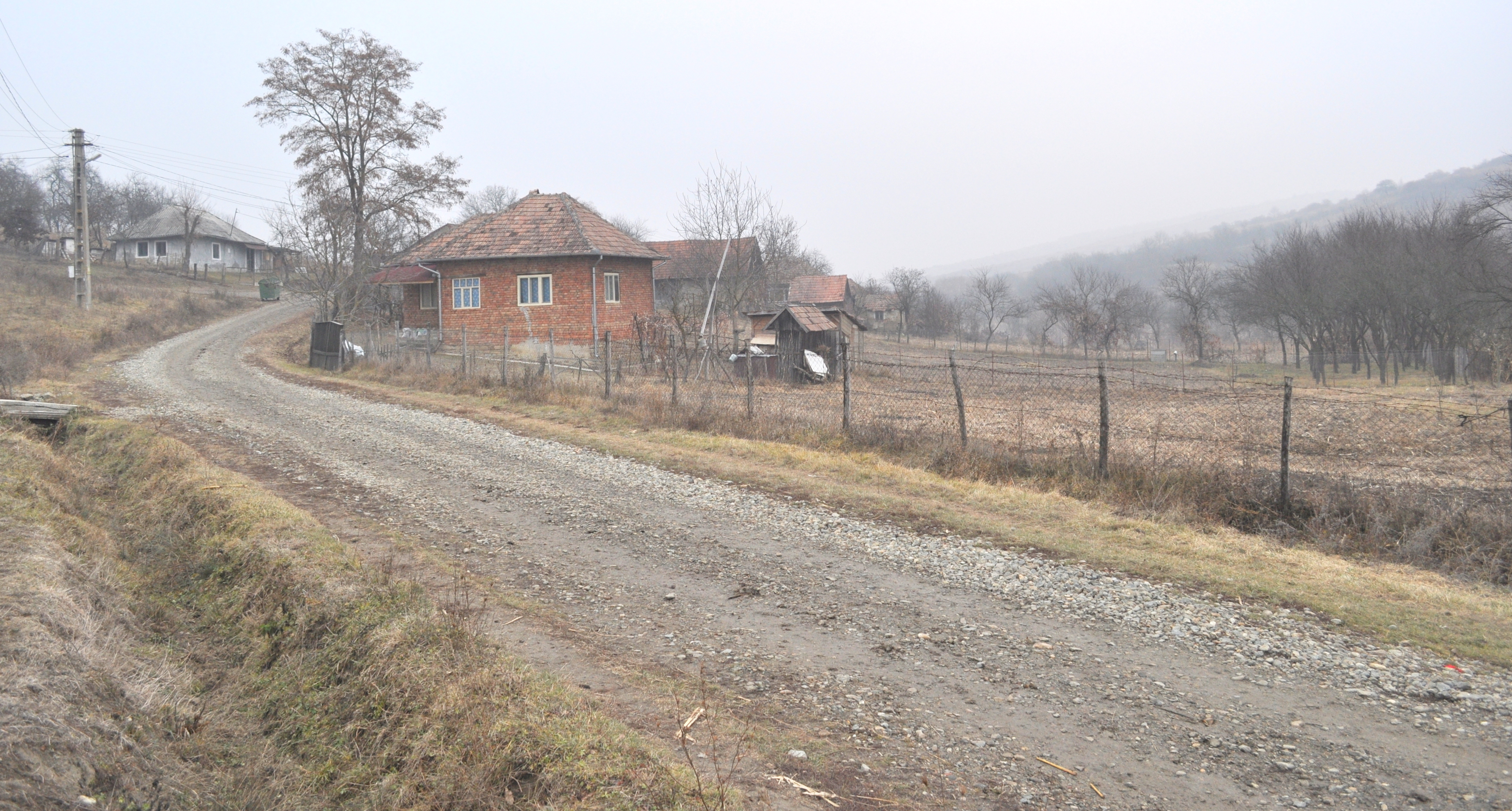
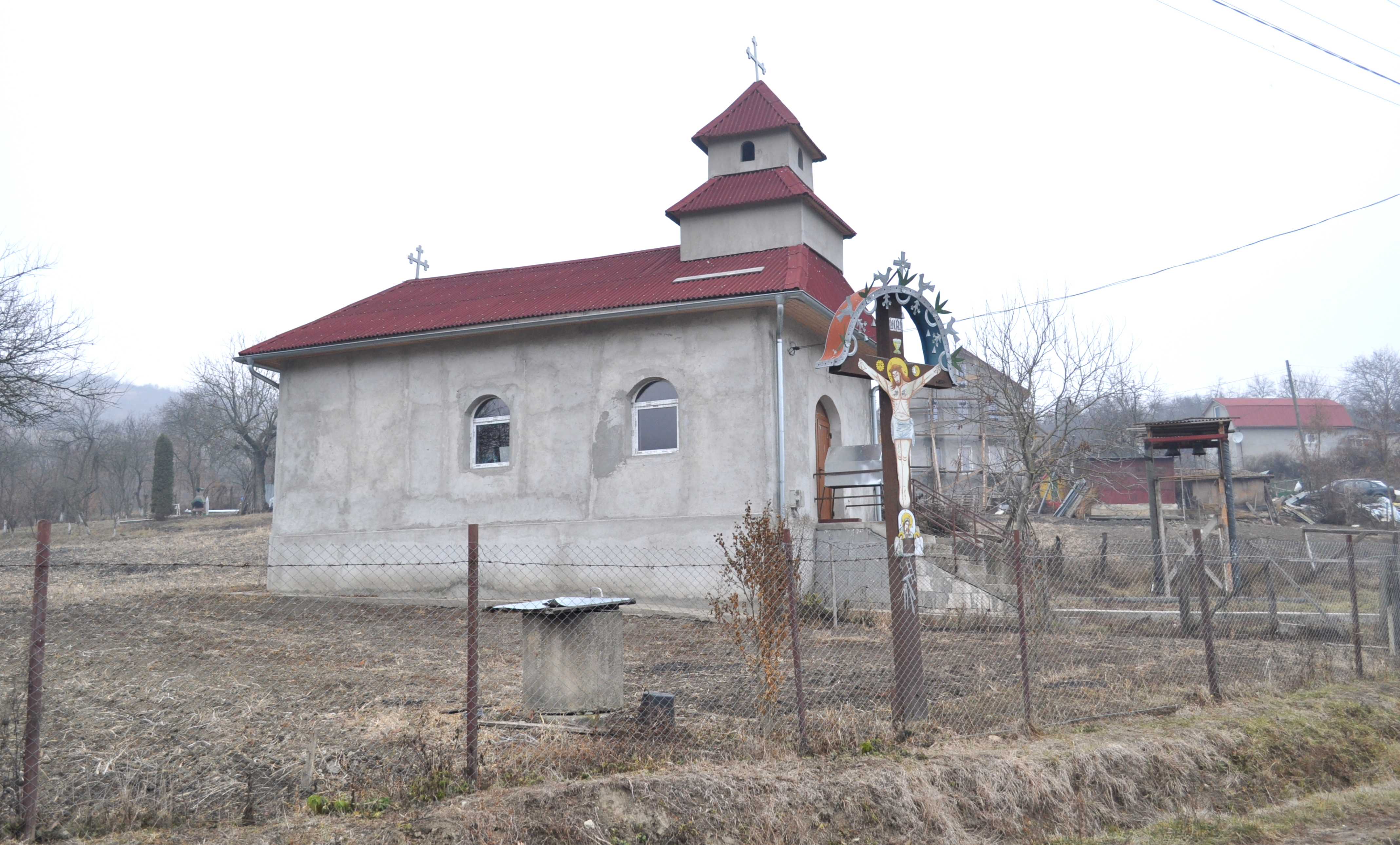
Biserica nouă
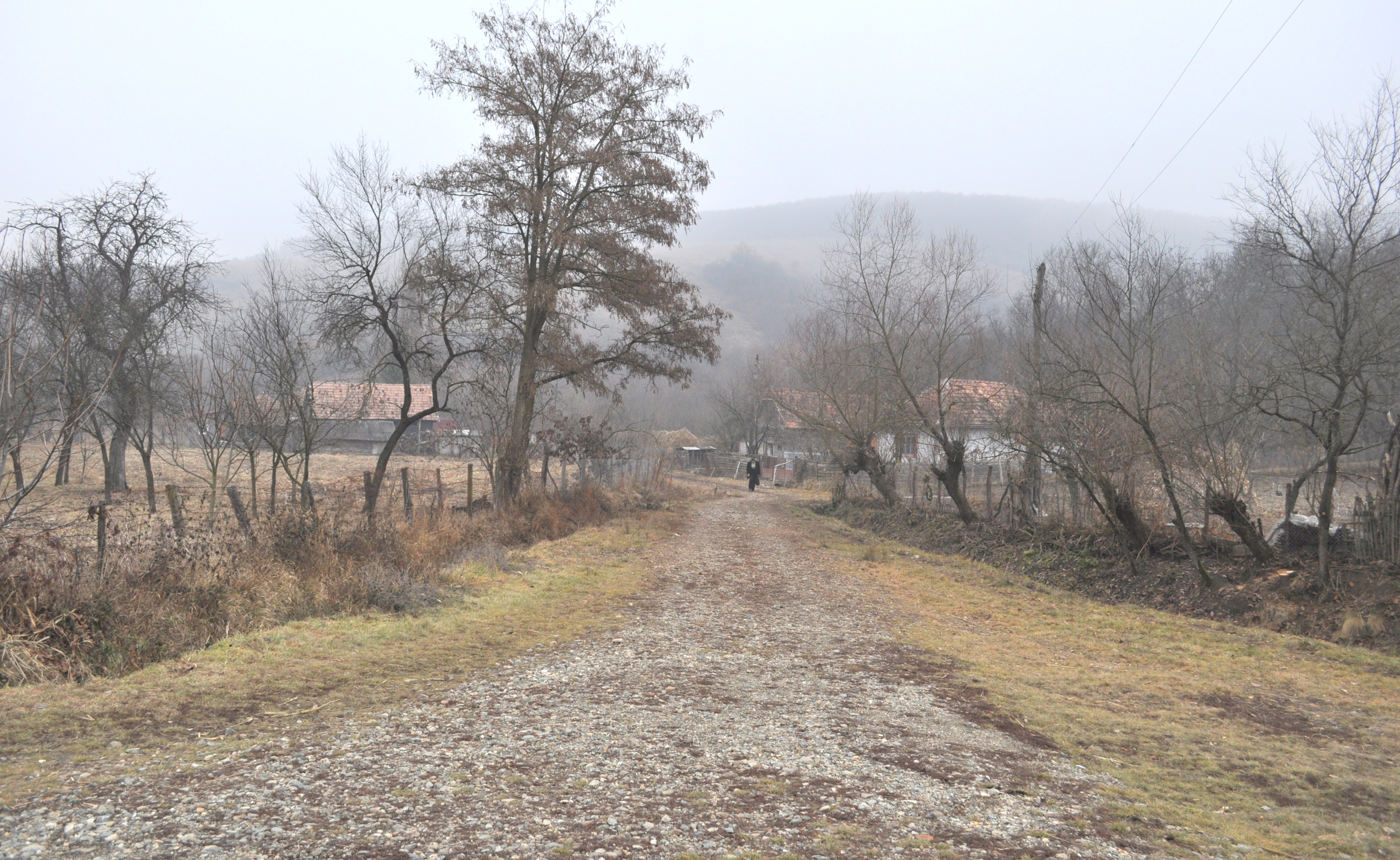
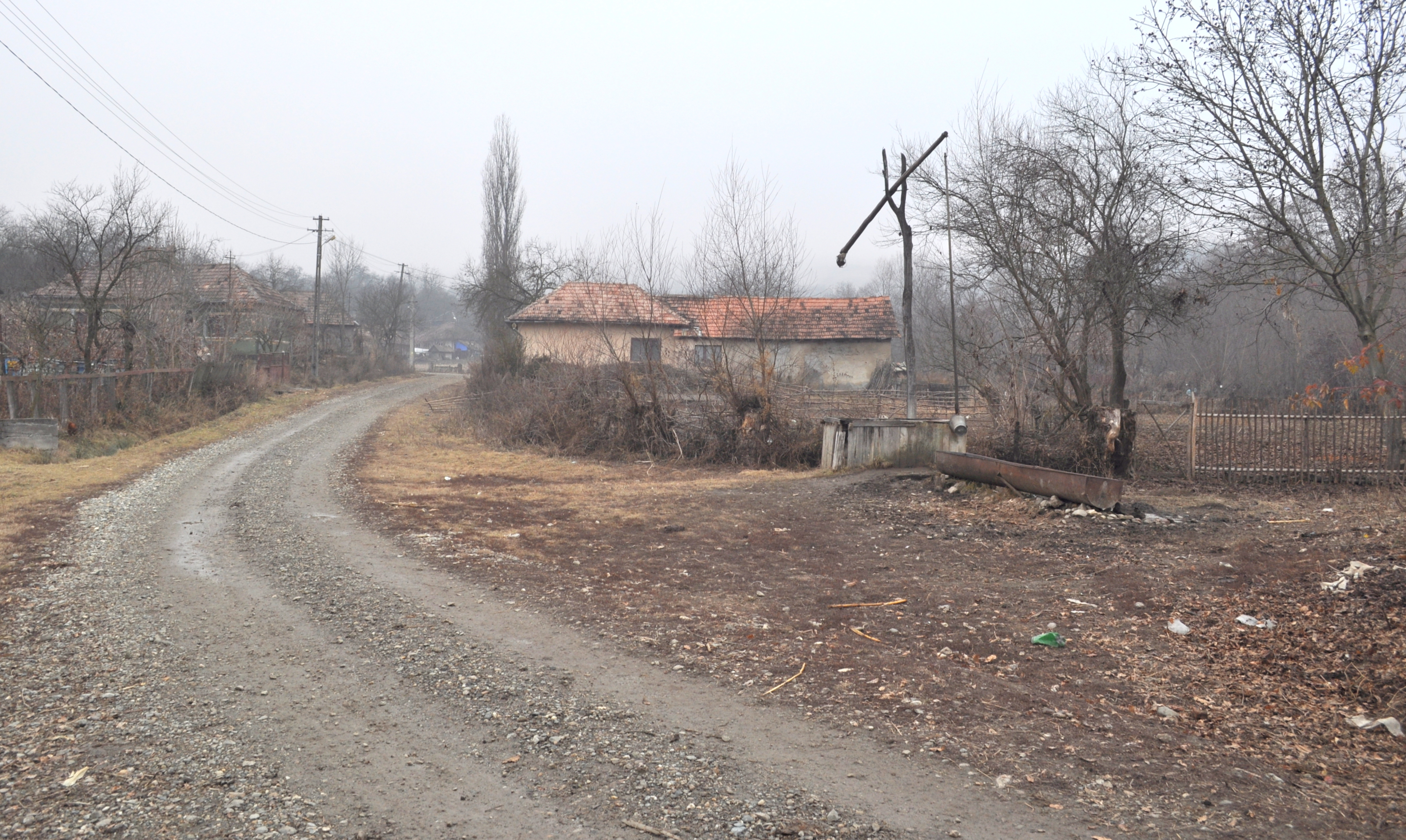

## Legături externe
Materiale media legate de Băgaciu la Wikimedia Commons